# 台鐵3號型蒸汽機車
3號型蒸汽機車是全臺鐵路商務總局購入的飽合式蒸汽機車，其特徵是披覆在車體上的水櫃，如同馬鞍般。

## 概要
臺灣清治時期的全臺鐵路商務總局向英國霍桑 勒斯里公司(Hawthorn Leslie and Company)，訂購馬鞍型水櫃式機車。1889年與1893年各製造3輛，總共6輛。1895年甲午戰爭清朝戰敗後，由日本成立臨時臺灣鐵道隊來代管臺灣鐵路，最初將3號型全配置北部線。1899年臺灣總督府鐵道部成立後，於1904年將其中2輛機車轉配彰化段。進入大正時代後又集中於北部、在基隆段1輛、台北段5輛。1918年爲了宜蘭線的工程和營運而將其中2輛機車海運至宜蘭段、1920年全數轉配宜蘭段。隨著機車逐漸老化與過時，至1926年3號機車報廢。1927年在台北段2輛、宜蘭段3輛，1929年全部停止运用，1931年報廢。今已無一保存。

## 主要諸元
- 車輪配置 2-6-2(1C1)
- 飽合過熱別 飽合式

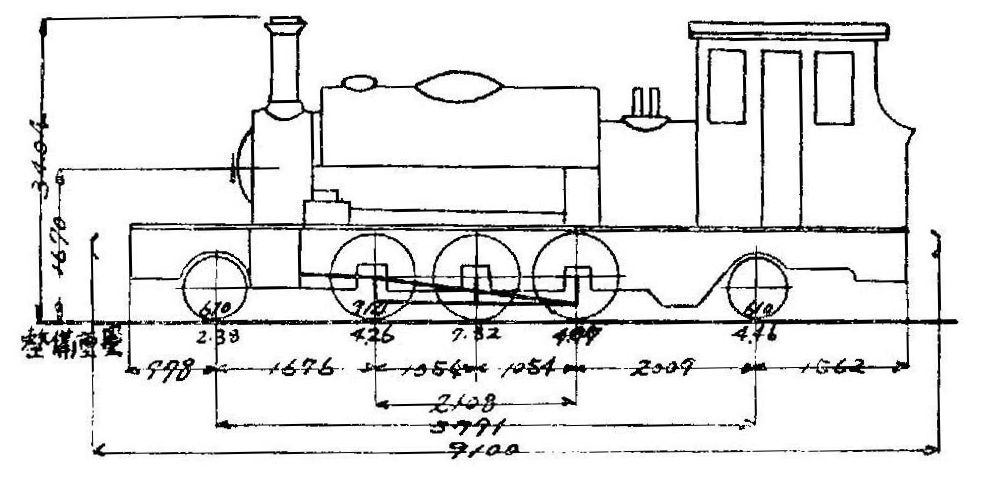
3號型蒸汽機車形式圖

- 閥裝置（日语：弁装置）\汽門：史式（Stephenson valve gear）
- 車長 9,104 mm
- 車高 3,404 mm
- 全闊 2,261 mm
- 動輪直徑 914mm
- 汽缸
  - 數目 2個
  - 直徑 305 mm
  - 行程 457 mm
- 鍋爐使用壓力（實用汽壓） 8.5 kg/cm²
- 傳熱面積（總計48.74m²）
  - 火箱 2.09 m²
  - 煙管 46.65 m²
- 爐箆面積 0.77 m²
- 煙管直徑×長度×數目
  - 小煙管 45 mm×3飽合式089 mm×108支
- 整備重量 25.66 t
- 空車重量 18.80 t
- 容量
  - 煤櫃 0.95 ton
  - 水櫃 2.27 m³

## 機車命名
3號-5號無另取名。
| 機車編號 | 名稱   | 備註 |
| -------- | ------ | ---- |
| 6號      | 掣電號 |      |
| 7號      | 超塵號 |      |
| 8號      | 攝景號 |      |

## 註解
1. ↑  此張「掣電」號機車攝影年代應在日本時代1902～1905年間，近年出土的原始照片可清楚見到車身上有銅字車號「10」，並無「掣電」二字。這輛機車在清朝劉銘傳時代購入時，編為5號機。此照片曾出現於《臺灣鐵道史》一書中，但不知為何番號被塗改成「掣電」，造成鐵道史研究者莫大的誤導[1]:22、23。現在若將圖片電子檔放大，於「掣電」二字下方仍隱約可看出阿拉伯數字「10」的字樣。
2. ↑  鐵道部原為臺灣總督府直屬機關，1924年年底改隸於臺灣總督府交通局之下。

## 外部連結
- 台鐵博物館 車輛演進